# Muhammad ibn Jarir al-Tabari
Abu Ja'far Muhammad ibn Jarir al-Tabari (persisk: محمد بن جریر طبری) var en persisk lærer og historiker.

## Liv
Tabari blev født i Amol, Mazandaran i vinteren 838-9. Han lærte at huske Koranen da han var syv år, og var kvalificeret som en Imam da han blev otte år. Derefter begyndte han at studere profetiske traditioner da han blev ni år. Da han blev tolv, forlod han sit hjemby for at studere i 850-1. Han beholdte tætte bånd til sin hjemby. Han vendte tilbage mindst to gange, sidste gang i 903, da hans frimodighed forårsaget en vis uro og førte til hans hurtige afgang.
Han gik først til Ray, hvor han forblev i omkring fem år. En berømt lærer i Ray var Abu Abdillah Muhammad ibn Humayd al-Razi, der tidligere havde undervist i Bagdad, men nu var i hans halvfjerdser. Mens Tabari var i Ray, studerede han muslimske retspraksis i henhold til Hanafi skolen. Blandt andet blev han undervist af ibn Humayd Jarir Tabari om de historiske værker af Ibn Ishaq, al-Sirah, og Muhammads liv. Tabari var således introduceret i ungdommen til pre-islamiske og den tidlige islamiske historie. Tabari citerer ibn Humayd ofte i hans værker. Vi ved lidt om Tabaris øvrige lærere i Ray.
Tabari rejste derefter til at studere i Bagdad under ibn Hanbal, som dog havde for nylig døde (i slutningen af 855 eller begyndelsen af 856). Tabari lavede muligvis en pilgrimsrejse forud for hans første ankomst i Bagdad. Han forlod Bagdad formentlig i 856-7 til at rejse gennem de sydlige byer i Basra, Kufah og Wasit. Der mødte han en række fremtrædende og ærværdige lærde. Ud over sin tidligere undersøgelse af Hanafi loven, undersøgte han også Shafi'i, Maliki og Zahiri ritualer. Tabari undersøgelse af sidstnævnte skole var med grundlæggeren, Dawud al-Zahiri. Tabari kopieret og transmitteres mange af hans lærers værker. Tabari blev, blev så velbevandret i fire af de fem resterende sunni juridiske skoler, før han grundlagde sin egen uafhængige, men alligevel i sidste ende uddøde, skole. Hans debatter med sine tidligere lærere og klassekammerater var kendt, og tjente som en demonstration af nævnte uafhængighed. Bl.a. mangler på listen er Hanbali skolen, den fjerde største juridiske skole inden sunni-islam i den nuværende æra. Tabari syn på Ibn Hanbal, skolens grundlægger, blev decideret negativ senere i livet. Tabari gav ikke Ibn Hanbals ideaer nogen vægt overhovedet, når man overvejer de forskellige synspunkter jurister, om, at Ibn Hanbal ikke engang havde været en jurist på alle, men blot en optager af Hadith.
Ved hjemkomsten til Bagdad, tog Tabari en vejledning position fra vesir Ubaydallah ibn Yahya ibn Khaqan. Dette ville have været før 858, da vesiren var ude af kontoret og i eksil. Der var anekdote fortalt, at Tabari havde aftalt at vejlede folk for ti dinarer om måneden, men hans undervisning var så effektiv og drengens skriver så imponerende, at læreren blev tilbudt en bakke af dinarer og dirham. Den stadigt etiske Tabari afslog tilbuddet, og sagde, at han er forpligtet sig til at gøre sit arbejde på det angivne beløb og kunne ikke ærefuldt tage mere. Dette er et af en række historier om ham faldende gaver eller give gaver tilsvarende eller større beløb til gengæld.
I Tabaris senere tyver, rejste han til Syrien, Palæstina og Egypten. I Beirut fik han en meget signifikant tilslutning til al-Abbas b. al-Walid b. Mazyad al-'Udhri al-Bayruti. Al-Abbas instrueret Tabari i den syriske skolens variant læsninger af Koranen og overførte via hans far al-Walid juridiske synspunkter al-Awza'i.
Tabari ankom i Egypten i 867, og noget tid efter 870 tilbage til Bagdad, muligvis for at lave en pilgrimsrejse på vej. Hvis det er tilfældet, havde han ikke forblive længe i Hijaz. Tabari havde en privat indkomst fra sin far, mens han stadig var levende. Han tog penge til undervisning. Blandt Tabaris elever var der Ibn al-Mughalli, som også var elev af Tabaris egen lærer Muhammad bin Dawud al-Zahiri. Ibn al-Mughalli blev kælet af Tabari med næsten overdreven ros. Han tog aldrig en regering position eller en retslig position.
Tabari var halvtreds år gammel, da al-Mu'tadid blev kalif. Han var godt forbi halvfjerds i år sin historie, som vi kender det, blev udgivet. I de mellemliggende år var han berømt, hvis noget kontroversielt, personlighed. Blandt figurerne i hans alder, han havde adgang til informationskilder som alle havde, undtagen måske de, der var direkte forbundet med beslutningsprocessen i regeringen. De fleste, hvis ikke alle, materialer fra historikern al-Mu'tadid, al-Muktafi og de første år af al-Muqtadirs blev indsamlet af ham om den tid, de rapporterede hændelser fandt sted. Hans regnskaber var så autentisk som man kunne forvente fra den periode.
Tabari sidste år var præget af konflikt med Hanbaliterne som var tilhængere af Al-Hasan ibn 'Ali al-Barbahari, en elev af Ibn Hanbals studerene. Tabari var kendt for sin opfattelse at Hanbalisme ikke var en legitim tankegang, som Ibn Hanbal var en compiler traditioner og ikke en ordentlig jurist. Hanbaliterne i Bagdad vil ofte stene Tabaris hus, som ville eskalerende forfølgelse til det punkt, hvor de abbasidiske myndigheder skulle kue dem med magt. Bagdad Politimesteren forsøgte at arrangere en debat mellem Tabari og Hanbaliterne til at bilægge deres uoverensstemmelser. Mens Tabari accepterede, dukkede Hanbaliterne ikke op, i stedet kom de senere til at smide sten på Tabaris hus igen. Den konstante trussel om vold fra Hanbaliterne hang over Tabari hoved for resten af hans liv.
Tabari sidst døde mandag 17. februar 923., abbasidiske myndigheder begravet faktisk Tabari i hemmelighed på grund af frygt for pøbelvold af Hanbaliterne. Uanset, blev Tabari husket positivt af samtidige såsom Ibn Duraid, og Hanbaliterne blev fordømt af abbasidiske myndigheder i deres helhed på grund af forfølgelse af modstandere groft et årti senere.